# 阿姆里特·卢贡
阿姆里特·卢贡（英語：Amrit Lugun，1962年11月22日—），印度外交官，曾任印度駐希臘大使、印度駐蘇丹兼駐厄立特里亞大使、印度駐也門大使等職務。

## 經歷
1962年11月22日阿姆里特·卢贡生于比哈尔邦兰契（今属贾坎德邦）。他擁有人事管理碩士學位，並參加過高層次的安全研究。2006年，他參加了德里國防學院第46屆課程。加入印度外事服务前，卢贡曾在巴罗达的印度石油化工有限公司管理職位上工作两年。
卢贡於1989年加入印度外事服務部，並曾在多哈、巴黎、阿爾及爾和馬尼拉等地的印度駐外使團中擔任過各種職務：1995年6月至1998年9月任印度駐卡塔爾大使館二等祕書；1998年10月至2001年12月任印度駐法國大使館一等祕書；2001年1月至2004年8月任印度駐阿爾及利亞大使館臨時代辦和一等秘書；2009年3月至2010年9月，擔任印度駐菲律賓大使館的副館長。
他也曾在新德里的印度外交部總部工作，負責過歐亞及拉丁美洲國家事務、海外印度事務以及領事、護照與簽證事務：1993年7月至1995年6月，任印度外交部印度技術與經濟合作計劃專員；2004年9月至2008年12月，他在印度外交部擔任副司長，負責歐亞及拉丁美洲地區事務；在出任駐希臘大使之前，他曾擔任印度外交部海外就業事務輔祕兼移民總監，這是一個具有法定職責的職位。在多邊外交領域，出任駐也門大使前，他曾于2010年至2013年期间在加德滿都的南亞區域合作聯盟秘書處擔任主任。
2013年8月12日，被任命爲下一任印度駐也門大使。2014年2月24日，向也门总统递交国书。2015年，也门安全局势恶化，卢贡领导了印度从也门的撤侨，受到了印度外交部的赞扬。2015年8月7日，被任命爲下一任印度駐蘇丹大使。2015年8月至2017年11月，任印度駐蘇丹大使。兼任駐厄立特里亞大使。2015年10月7日，向蘇丹總統遞交國書。
2019年10月3日被任命爲下一任印度駐希臘大使。 2020年7月12日，就任印度駐希臘大使。2022年11月30日離任。

### 爭議
1999年，阿姆里特·卢贡在印度驻法国大使馆担任一等秘书期间，曾被指控虐待其住家女佣拉莉塔·奥拉翁（Lalita Oraon）。 拉莉塔·奥拉翁是一个来自兰契的部落少女，于1999年1月抵达巴黎，担任卢贡的住家女佣。奥拉翁于9月5日逃离了卢贡的住所后，被人发现并送到了警察局。警方决定将奥拉翁交给非政府组织反对现代奴隶制委员会照顾，委员会将她送到了一家修道院，在那里奥拉翁跳下了修道院的墙，被送医治疗。奥拉翁的伤势包括脚踝骨折和脊椎骨折，此外有泌尿专家发现了她生殖器上的伤口，并将此事透露给了媒体，引起轩然大波。根据奥拉翁对委员会的说法，她是一个孤儿，每天工作 12 个小时，雇主不付钱还打她耳光、威胁她。
印度大使馆方面声称奥拉翁是因为听见雇主要将他遣返回国而决定逃跑，任何关于雇主虐待的指控都是虚假的。据报道，阿姆里特·卢贡的岳母是比哈尔邦前立法议员苏希拉·凯尔凯塔，实际上，奥拉翁是被苏希拉·凯尔凯塔随她的女儿一起被送到巴黎来的。另外，根据调查，奥拉翁并非孤儿，也不是未成年人。奥拉翁在家乡的亲朋好友感到愤怒和担忧，他们希望奥拉翁回家，而据报道，奥拉翁拒绝会见任何来自印度的人，而反对现代奴隶制委员会则希望法国政府颁发工作许可给奥拉翁，帮助她留在法国。法国政府没有继续调查此案，卢贡的外交豁免权也没有被要求取消。

## 個人生活
他精通印地語、孟加拉語、英語、法語和尼泊爾語。他與妻子阿莎·玛姆塔·卢贡（Asha Mamta Lugun）育有一子一女。